# Дон-1500 (комбайн)

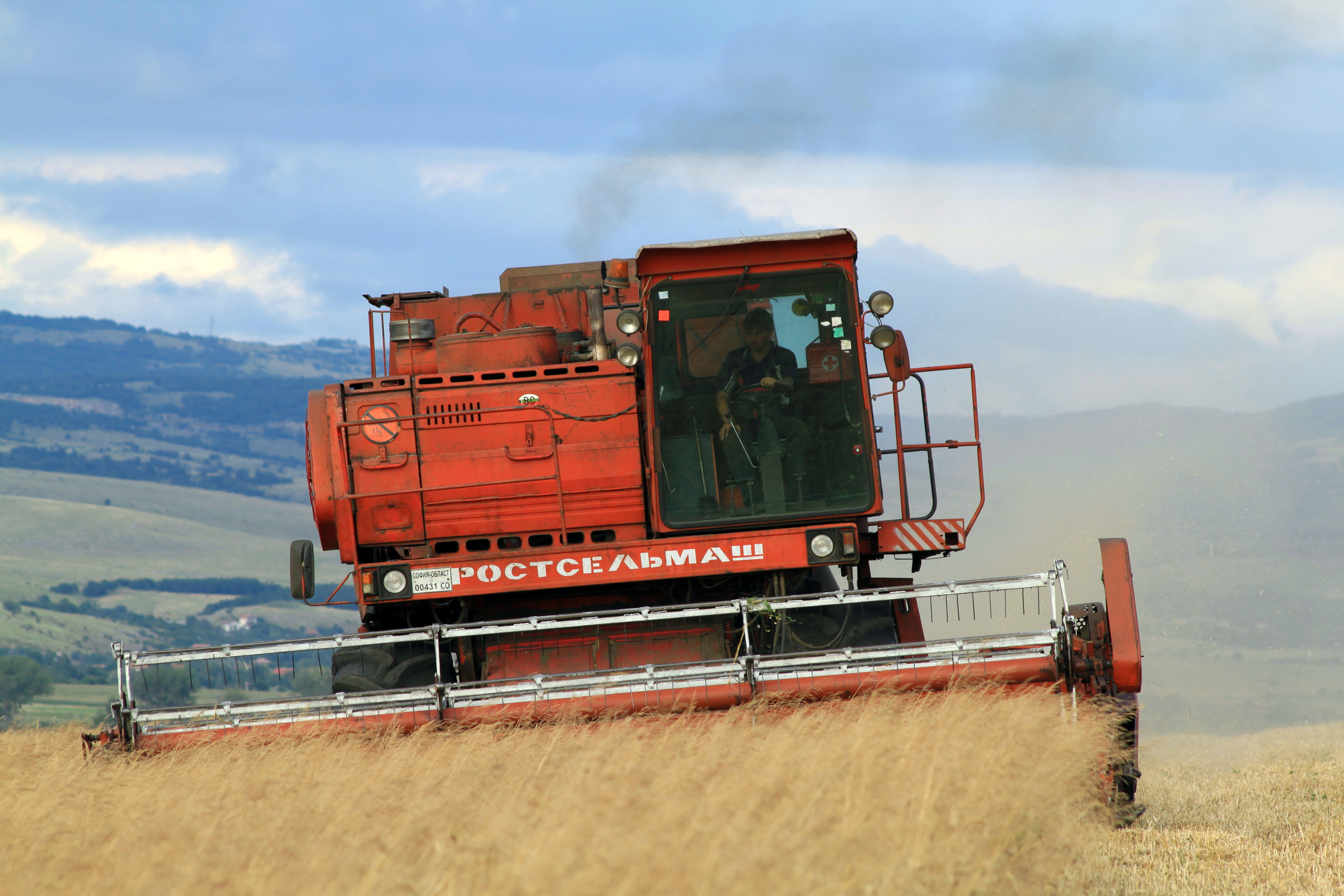
Дон-1500

Дон-1500 — радянський зернозбиральний комбайн, що випускався заводом «Ростсільмаш» починаючi 1986 роком; у 2006 роцi виробництво завершилося.
Серійно комбайн почав випускатися з 1986 року, в подальшому ставши одним з найпопулярніших зернозбиральних комбайнів у колишньому СРСР. У 2006 році на зміну «Дон-1500» прийшла серія комбайнів «Acros» і «Vector».
Комбайни «ДОН» комплектуються дизельними двигунами ЯМЗ, СМД і Д — 461/51.
- Потужність двигуна ЯМЗ — 235 к.с.
- Ширина захвату жатки — від 6 до 8,6 м
- Пропускна здатність молотарки — 10—12 кг/сек
- Максимальна швидкість:
  - Транспортна — 22 км/год
  - Робоча — 5 км/год
- Об'єм бункера — 6 м3
- Число клавіш соломотряса — 5
- Продуктивність — 14 т/год
- Діаметр барабана — 800 мм
- Ширина молотарки — 1500 мм

На ці комбайни встановлюються копичувачі, подрібнювачі та розкидачі.

## Ресурси Інтернету
- Комбайн зерноуборочный «ДОН-1500» [Архівовано 31 грудня 2011 у Wayback Machine.] (рос.)